# Jan Švankmajer
Jan Švankmajer (cehă: [ˈjan ˈʃvaŋkmajɛr]; n. 4 septembrie 1934, Praga, Cehoslovacia) este un producător de film și artist ceh retras a cărui activitate se întinde pe mai multe domenii. Este un suprarealist auto-etichetat, cunoscut pentru animațiile și filmele sale care au influențat foarte mult alți artiști precum Terry Gilliam, Stephen și Timothy Quay și mulți alții.

## Viața și cariera

### Tinerețe
S-a născut la Praga. O influență timpurie asupra dezvoltării sale artistice ulterioare a fost teatrul de păpuși pe care l-a primit de Crăciun când era copil. A studiat la Colegiul de Arte Aplicate din Praga și mai târziu la Departamentul de Păpuși la Academia de Actorie din Praga, unde s-a împrietenit cu Juraj Herz. El a contribuit la filmul lui Emil Radok, Johanes Doktor Faust, din 1958, apoi a început să lucreze la Teatrul Semafor din Praga, unde a fondat Teatrul de Măști. Apoi a trecut la teatrul multimedia Laterna Magika, unde și-a reînnoit asocierea cu Radok. 

### Ca producător de film
Experiența sa în lumea teatrului a fost reflectată în primul film al lui Švankmajer, scurtmetrajul Poslední trik pana Schwarcewalldea a pana Edgara (cu sensul de Ultimul truc al d-lui. Edgar și al d-lui. Schwatrzwald), care a fost lansat în 1964. Sub influența teoreticianului literaturii cehe Vratislav Effenberger, Švankmajer a trecut de la manierismul operei sale timpurii la suprarealismul clasic, manifestat pentru prima dată în filmul său Zahrada (Grădina, 1968) și s-a alăturat astfel grupului suprarealist cehoslovac.
Švankmajer și-a câștigat reputația de-a lungul mai multor zeci de ani prin utilizarea sa distinctivă a tehnicii de animație stop-motion și pentru capacitatea sa de a face filme suprarealiste, de coșmar și totuși cumva amuzante. Caracteristic pentru filmele lui Švankmajer sunt sunetele foarte exagerate, adesea creând un efect foarte ciudat în toate scenele în care personajele mănâncă. El folosește adesea secvențe de mișcare rapidă atunci când oamenii merg sau interacționează. Filmele sale conțin numeroase scene în care obiectele neînsuflețite sunt aduse la „viață” prin tehnica stop motion. Multe dintre filmele sale includ, de asemenea, obiecte din lut în stop motion, așa zisa animație cu figurine din lut. Mâncarea este un alt subiect des întâlnit în filmele sale. Švankmajer folosește, de asemenea, pixelarea în multe dintre filmele sale, inclusiv Jídlo (Mâncare, 1992) și Spiklenci slasti (Conspiratori ai plăcerii, 1996). 
Filmele stop-motion formează majoritatea lucrărilor sale, cu toate că lungmetrajele sale au inclus mult mai multe secvențe de acțiune live decât de animație. 
Multe dintre filmele sale, cum ar fi scurtmetrajul Do pivnice (Jos în beci), sunt realizate din perspectiva unui copil, având în același timp o natură cu adevărat deranjantă și chiar agresivă. În 1972, autoritățile comuniste i-au interzis să facă filme, iar multe dintre filmele sale ulterioare au fost cenzurate.
Jan Švankmajer a fost aproape necunoscut în Occident până la începutul anilor 1980. În The New York Times, Andrew Johnston a lăudat munca artistică a lui Švankmajer, afirmând că „în timp ce filmele sale sunt pline de aluzii culturale și științifice, imaginile sale neobișnuite posedă o accesibilitate care se simte ancorată în limbajul împărtășit al subconștientului, făcând filmele sale la fel de satisfăcătoare ca hiper-literatura culturală și pentru cei care pur și simplu se bucură de stimularea vizuală".

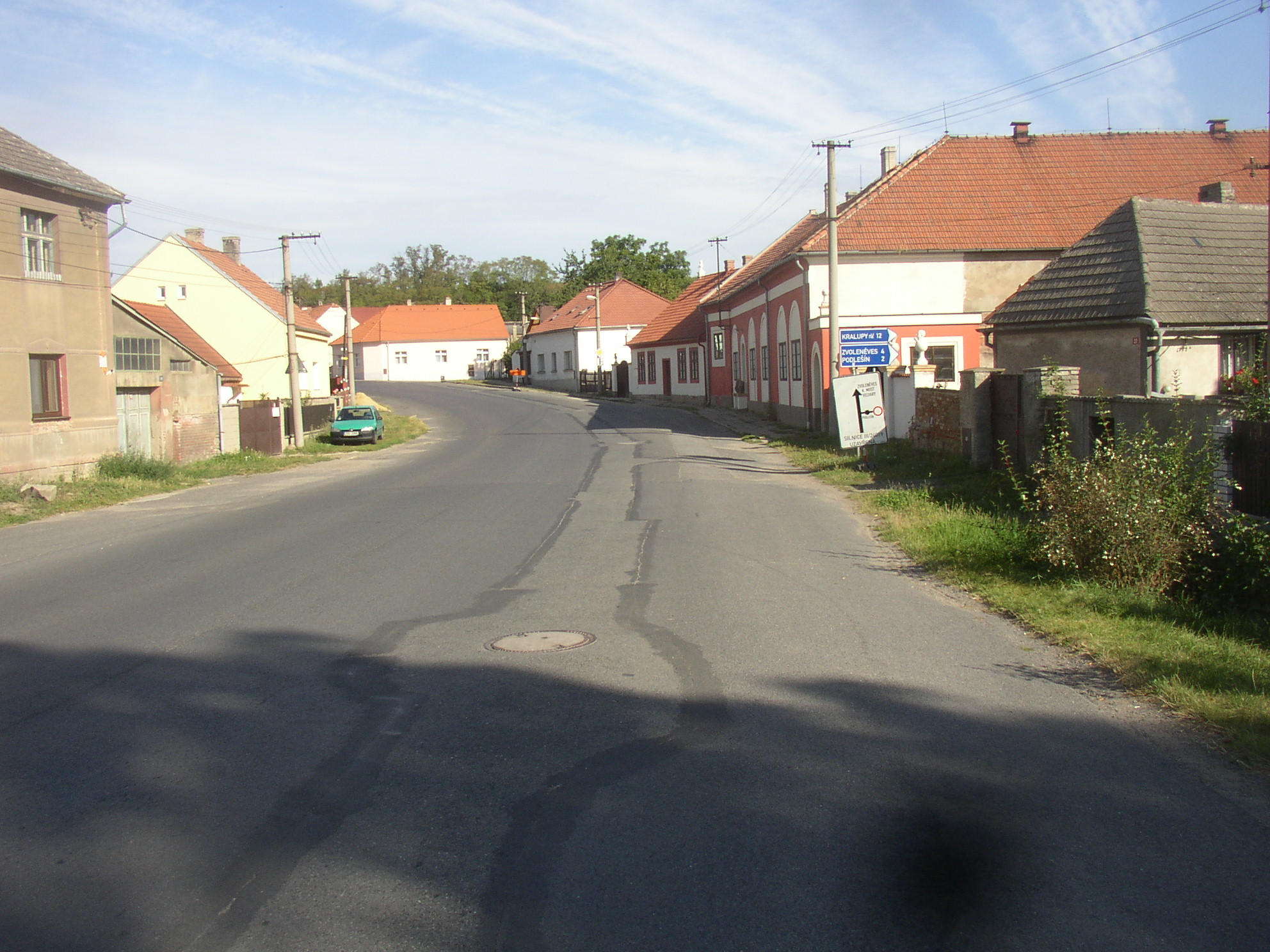
Drumul din Knovíz, districtul Kladno, Republica Cehă. Fosta clădire de cinema din dreapta: studioul lui Jan Švankmajer

Printre lucrările sale cele mai cunoscute se numără lungmetrajele Alice (Neco z Alenky, 1988), Faust (1994), Conspiratori de plăcere (1996), Micul Otik (2000) și Lunatec  (Šílení, 2005), un film suprarealist de groază de comedie bazat pe două lucrări ale lui Edgar Allan Poe și pe viața marchizului de Sade. Cele două povestiri ale lui Poe, „Sistemul doctorului Catran și al profesorului Pană” și „Îngropat de viu” oferă tematica filmului, în timp ce viața marchizului de Sade oferă blasfemia sa și, în primul rând, interpretarea sa asupra corporalității. Scurtmetrajul său Možnosti dialogu (Dimensiunile dialogului, 1982) a fost ales de Terry Gilliam ca fiind unul dintre cele mai bune 10 filme de animație din toate timpurile. Filmele sale au fost numite „la fel de bântuitoare emoțional ca și poveștile lui Franz Kafka”. În 2010 a avut premiera Přežít svůj život, o poveste de animație și live-action despre un bărbat căsătorit care întâlnește o altă femeie în visele sale. 
Cel mai recent film al său este Insecte (Hmyz, 2018). A avut un buget proiectat de 40 de milioane coroane, finanțat parțial printr-o campanie Indiegogo care și-a atins mai mult decât dublul obiectivului, și a fost lansat în ianuarie 2018. Filmul se bazează pe piesa Din viața insectelor (Ze života hmyzu) scrisă de frații Josef și Karel Čapek, piesă pe care Švankmajer o descrie astfel: „Din viața insectelor este o piesă mizantropică. Scenariul meu doar extinde această mizantropie, întrucât omul seamănă mai mult cu o insectă și această civilizație seamănă mai mult cu un furnicar. Ar trebui să ne amintim, de asemenea, de mesajul lui Kafka  din Metamorfoza".
El a fost căsătorit cu Eva Švankmajerová, o pictoriță, ceramistă și scriitoare suprarealistă cunoscută pe plan internațional până la moartea ei, în octombrie 2005. Švankmajerová a colaborat la mai multe dintre filmele soțului ei, inclusiv Alice, Faust și Otesánek. Au avut împreună doi copii, Veronika (născută în 1963) și Václav (născut în 1975, un animator, în 2005 a realizat scurtmetrajul Světlonoš care a câștigat premiul pentru cel mai bun film de animație la Fresh Film Fest).

## Premii
În 2000, Švankmajer a primit premiul pentru recunoașterea muncii sale de o viață la Festivalul Mondial de Film Animafest din Zagreb.
La 27 iulie 2013, a primit premiul Innovation & Creativity din partea Circolino dei Films, o organizație culturală italiană independentă. 
La 10 iulie 2014, Švankmajer a primit premiul FIAF 2014 (Fédération internationale des archives du film) în cadrul unei ceremonii speciale a Festivalului Internațional de Film de la Karlovy Vary. 
La 27 septembrie 2018, a primit Medalia Societății Raymond Roussel în semn de recunoaștere a contribuției sale extraordinare: o muncă inspirată, unică și universală.

## Filmografie

### Filme de lung metraj
| An   | Titlu internațional      | Titlu original    | Note |
| ---- | ------------------------ | ----------------- | --- |
| 1988 | Alice                    | Něco z Alenky     | Bazat pe Alice în Țara Minunilor de Lewis Carroll |
| 1994 | Faust                    | Lekce Faust       | Bazat pe legenda lui Faust (inclusiv versiuni de emisiuni cehe tradiționale cu păpuși), a piesei lui Christopher Marlowe Doctor Faustus și Goethe - Faust. |
| 1996 | Conspirators of Pleasure | Spiklenci slasti  | |
| 2000 | Little Otik              | Otesánek          | Bazat pe Otesánek de Karel Jaromír Erben |
| 2005 | Lunacy                   | Šílení            | Bazat pe Sistemul doctorului Catran și al profesorului Pană și Îngropat de viu de Edgar Allan Poe                                                          |
| 2010 | Surviving Life           | Přežít svůj život | |
| 2018 | Insects                  | Hmyz              | Bazat pe piesa de teatru Despre viaţa insectelor de Karel Čapek și Josef Čapek                                                                             |

### Filme de scurt metraj
| An      | Titlu internațional                       | Titlu original                                   | Note |
| ------- | ----------------------------------------- | ------------------------------------------------ | --- |
| 1964    | The Last Trick                            | Poslední trik pana Schwarcewalldea a pana Edgara | |
| 1965    | Johann Sebastian Bach: Fantasy in G minor | Johann Sebastian Bach: Fantasia G-moll           | |
| 1965    | A Game with Stones                        | Spiel mit Steinen                                | |
| 1966    | Punch and Judy                            | Rakvičkárna                                      | Cunoscut și ca The Coffin Factory sau The Lych House                                                         |
| 1966    | Et Cetera                                 |                                                  | |
| 1967    | Historia Naturae (Suita)                  |                                                  | |
| 1968    | The Garden                                | Zahrada                                          | |
| 1968    | The Flat                                  | Byt                                              | |
| 1968    | Picnic with Weissmann                     | Picknick mit Weissmann                           | |
| 1969    | A Quiet Week in the House                 | Tichý týden v domě                               | |
| 1970    | Don Juan                                  | Don Šajn                                         | |
| 1970    | The Ossuary                               | Kostnice                                         | Documentar despre Osuarul Sedlec                                                                             |
| 1971    | Jabberwocky                               | Žvahlav aneb šatičky slaměného Huberta           | Bazat pe Jabberwocky de Lewis Carroll                                                                        |
| 1972    | Leonardo's Diary                          | Leonardův deník                                  | |
| 1973–79 | Castle of Otranto                         | Otrantský zámek                                  | Bazat pe The Castle of Otranto de Horace Walpole                                                             |
| 1980    | The Fall of the House of Usher            | Zánik domu Usherů                                | Bazat pe Prăbușirea Casei Usher de Edgar Allan Poe                                                           |
| 1982    | Dimensions of Dialogue                    | Možnosti dialogu                                 | |
| 1983    | Down to the Cellar                        | Do pivnice                                       | |
| 1983    | The Pendulum, the Pit and Hope            | Kyvadlo, jáma a naděje                           | Bazat pe The Pit and the Pendulum de Edgar Allan Poe și A Torture by Hope de Auguste Villiers de l'Isle-Adam |
| 1988    | Virile Games                              | Mužné hry                                        | Cunoscut și ca The Male Game                                                                                 |
| 1988    | Another Kind of Love                      |                                                  | videoclip pentru Hugh Cornwell                                                                               |
| 1988    | Meat Love                                 | Zamilované maso                                  | |
| 1989    | Darkness/Light/Darkness                   | Tma, světlo, tma                                 | |
| 1989    | Flora                                     |                                                  | |
| 1989    | Animated Self-Portraits                   |                                                  | Film de antologie realizat de 27 de animatori                                                                |
| 1990    | The Death of Stalinism in Bohemia         | Konec stalinismu v Čechách                       | |
| 1992    | Food                                      | Jídlo                                            | |

### Animație și regie artistică
| An   | Titlu internațional                      | Titlu original              | Regizor        |
| ---- | ---------------------------------------- | --------------------------- | -------------- |
| 1978 | Dinner for Adele                         | Adéla ještě nevečeřela      | Oldřich Lipský |
| 1981 | The Mysterious Castle in the Carpathians | Tajemství hradu v Karpatech | Oldřich Lipský |
| 1982 | Ferat Vampire                            | Upír z Feratu               | Juraj Herz     |
| 1983 | Visitors                                 | Návštěvníci                 | Jindřich Polák |
| 1984 | Three Veterans                           | Tři veteráni                | Oldřich Lipský |

## Legături externe
- Jan Švankmajer la Internet Movie Database
- Animațiile lui Jan Svankmajer la Keyframe - Resurse de animație
- Prezentare generală a operei sale
- Jan Švankmajer - PL
- Faust de Svankmajer
- Lucrările lui Jan Svankmajer Arhivat în 28 ianuarie 2020, la Wayback Machine.
- Downing the Folk-Festive: Menacing Meals in the Films of Jan Svankmajer
- Animația cehă, blog privat
- Un articol și filmografia lui Svankmajer
- Recenzia scurtmetrajului Dimensiunile dialogului, Osuarul, hrana și moartea stalinismului